# Mihona
Mihona är en ort i Indien.   Den ligger i distriktet Bhind och delstaten Madhya Pradesh, i den centrala delen av landet, 300 km sydost om huvudstaden New Delhi. Mihona ligger 152 meter över havet och antalet invånare är 15 830.
Terrängen runt Mihona är mycket platt, och sluttar österut. Runt Mihona är det tätbefolkat, med 331 invånare per kvadratkilometer. Närmaste större samhälle är Lahār, 10,7 km söder om Mihona. Trakten runt Mihona består till största delen av jordbruksmark.